# Diogo Vaz (São Tomé)
Diogo Vaz ist ein Ort im Distrikt Lembá auf der Insel São Tomé im westafrikanischen Inselstaat São Tomé und Príncipe. Im Jahr 2012 wurden 632 Einwohner gezählt.

## Geographie
Der Ort liegt an der Westküste von São Tomé, etwa sieben Kilometer südwestlich von Neves und sechs Kilometer nordöstlich von Santa Catarina. Ursprünglich bestand dort die Plantage Roça de Diogo Vaz.